# Julie de Cistello

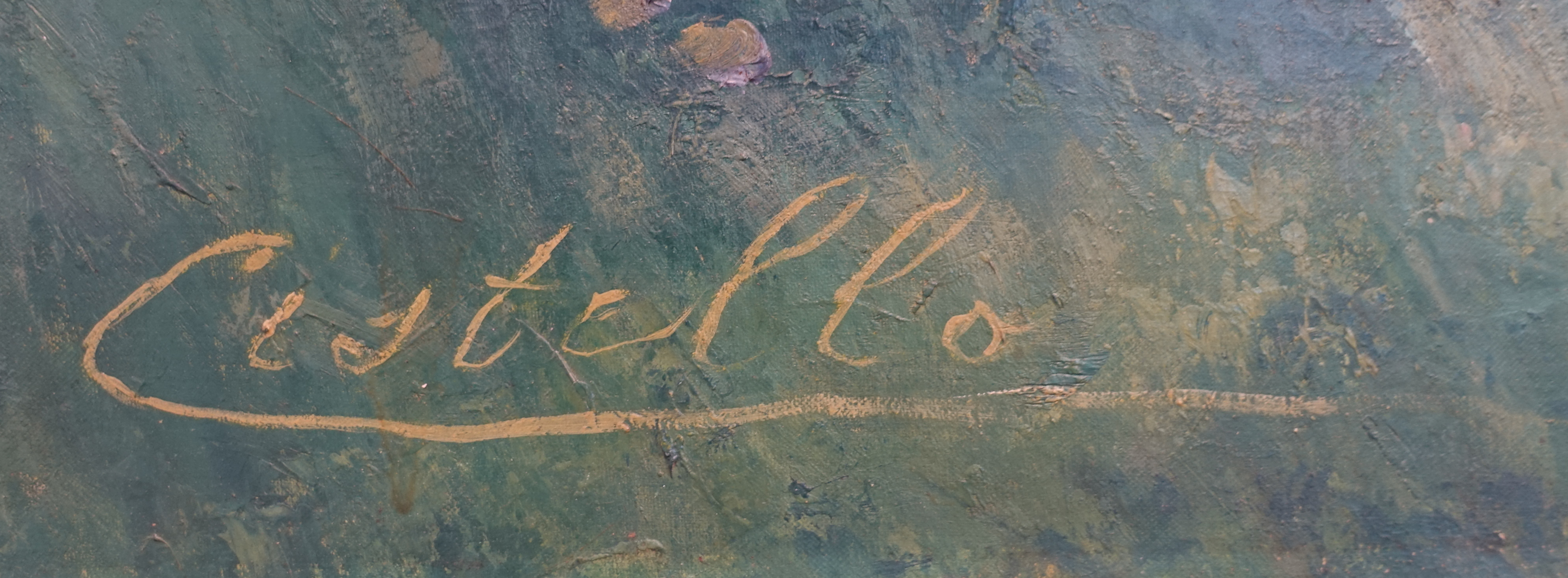
Handtekening

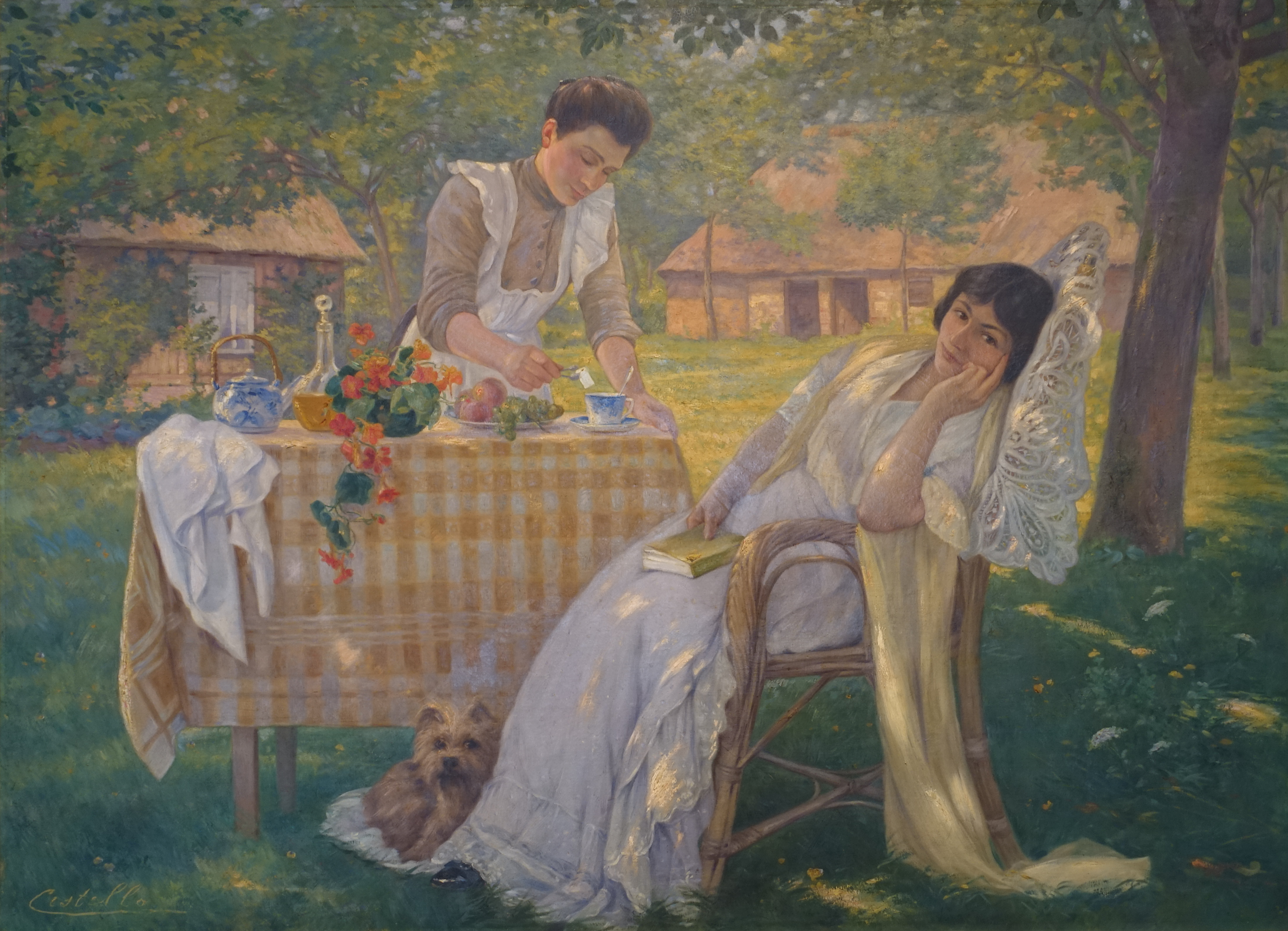
Sous le pommiers

Julie de Cistello, ook wel Julie de la Bourdonnay Cistello, mogelijk geboren als Giulia Roque Cistello (Rio de Janeiro, 1860 – ?, 1932) was een Braziliaans kunstschilderes. Haar werk wordt tot het impressionisme gerekend. In het Musée des Beaux-Arts de Nice hangt het schilderij Sous les pommiers ('Onder de appelbomen'), dat is geschilderd voor 1912.

## Biografie
De Cistello, geboren in Brazilië, trouwde met een man uit Parijs en verkreeg via hem de adellijke titel Vicomtesse (burggravin).
Zij was leerling van J.J. Rousseau.
Zij exposeerde in salons in Parijs, onder andere in de periode 1909-1913 bij de Salon de la Société Nationale, maar zij schilderde vooral voor haar plezier.
In 1922 kreeg zij een eervolle vermelding toen zij exposeerde in een salon in Rio de Janeiro.